# Agdammen
Agdammen är en sjö i Filipstads kommun i Värmland och ingår i Göta älvs huvudavrinningsområde. Sjön har en area på 0,445 kvadratkilometer och ligger 254,2 meter över havet. Sjön avvattnas av vattendraget Basthöjdsälven.

## Delavrinningsområde
Agdammen ingår i det delavrinningsområde (665052-139948) som SMHI kallar för Utloppet av Agdammen. Medelhöjden är 265 meter över havet och ytan är 2,03 kvadratkilometer. Räknas de 4 avrinningsområdena uppströms in blir den ackumulerade arean 30,46 kvadratkilometer. Basthöjdsälven som avvattnar avrinningsområdet har biflödesordning 4, vilket innebär att vattnet flödar genom totalt 4 vattendrag innan det når havet efter 391 kilometer. Avrinningsområdet består mestadels av skog (31 procent) och sankmarker (47 procent). Avrinningsområdet har 0,45 kvadratkilometer vattenytor vilket ger det en sjöprocent på 22,1 procent.